# SC Rot-Weiß Oberhausen-Rhld. 1904 1999-2000
Questa voce raccoglie le informazioni riguardanti il SC Rot-Weiß Oberhausen-Rhld. 1904 nelle competizioni ufficiali della stagione 1999-2000.

## Stagione
Nella stagione 1999-2000 il Rot Weiss Oberhausen, allenato da Aleksandar Ristić, concluse il campionato di 2. Bundesliga al 6º posto. In Coppa di Germania il Rot Weiss Oberhausen fu eliminato al primo turno dal Singen.

## Rosa
| N. |                     | Ruolo | Calciatore      |
| -- | ------------------- | ----- | --------------- |
| 1  | Germania (bandiera) | P     | Oliver Adler    |
| 2  | Croazia (bandiera)  | D     | Zlatko Bašić    |
| 3  | Germania (bandiera) | D     | Björn Arens     |
| 4  | Germania (bandiera) | D     | Sven Backhaus   |
| 5  | Romania (bandiera)  | D     | Daniel Ciucă    |
| 6  | Germania (bandiera) | C     | Fabrizio Hayer  |
| 7  | Germania (bandiera) | A     | Angelo Vier     |
| 8  | Germania (bandiera) | C     | Jörg Lipinski   |
| 9  | Croazia (bandiera)  | A     | Vedran Madžar   |
| 10 | Germania (bandiera) | C     | Carsten Pröpper |
| 11 | Germania (bandiera) | C     | Thorsten Judt   |
| 12 | Germania (bandiera) | A     | Lars Toborg     |
| 14 | Germania (bandiera) | C     | Jürgen Luginger |
| 15 | Romania (bandiera)  | C     | Teo Rus         |

| N. |                                 | Ruolo | Calciatore         |
| -- | ------------------------------- | ----- | ------------------ |
| 16 | Bulgaria (bandiera)             | C     | Zvetomir Tchipev   |
| 17 | Germania (bandiera)             | A     | Jörg Beyel         |
| 18 | Germania (bandiera)             | C     | Frank Scharpenberg |
| 19 | Germania (bandiera)             | C     | Mario Bendig       |
| 20 | Bosnia ed Erzegovina (bandiera) | P     | Bozidar Urošević   |
| 21 | Croazia (bandiera)              | C     | Marijo Harmat      |
| 21 | Romania (bandiera)              | A     | Mircea Onisemiuc   |
| 22 | Germania (bandiera)             | D     | Peter Quallo       |
| 23 | Germania (bandiera)             | D     | Daniel Scheinhardt |
| 25 | Croazia (bandiera)              | D     | Darko Dražić       |
| 26 | Bulgaria (bandiera)             | C     | Radoslav Komitov   |
| 27 | Bosnia ed Erzegovina (bandiera) | A     | Adis Obad          |
| 30 | Germania (bandiera)             | C     | Sascha Lenhart     |

## Organigramma societario
Area tecnica
- Allenatore: Aleksandar Ristić
- Allenatore in seconda:
- Preparatore dei portieri:
- Preparatori atletici:

## Calciomercato

### Sessione estiva
| Acquisti | Acquisti         | Acquisti          | Acquisti |
| R.       | Nome             | da                | Modalità |
| -------- | ---------------- | ----------------- | -------- |
| A        | Angelo Vier      | Rapid Vienna      |          |
| A        | Adis Obad        | Jedinstvo Bihać   |          |
| C        | Rezo Arveladze   | Dinamo Tbilisi    |          |
| D        | Sven Backhaus    | Wuppertal         |          |
| D        | Darko Dražić     | Sebenico          |          |
| C        | Fabrizio Hayer   | Magonza           |          |
| C        | Sascha Lenhart   | Wuppertal         |          |
| A        | Vedran Madžar    | Suhopolje         |          |
| C        | Zvetomir Tchipev | Pirin Blagoevgrad |          |

| Cessioni | Cessioni         | Cessioni          | Cessioni |
| R.       | Nome             | a                 | Modalità |
| -------- | ---------------- | ----------------- | -------- |
| D        | Joachim Hopp     | Uerdingen 05      |          |
| C        | Siegmar Bieber   | Rot-Weiss Essen   |          |
| A        | Adriano          | Verl              |          |
| A        | Holger Gaißmayer | Lokomotive Lipsia |          |
| D        | Ivan Konjevic    | Rot-Weiss Essen   |          |
| A        | Achim Weber      | Bochum            |          |

### Sessione invernale
| Acquisti | Acquisti           | Acquisti  | Acquisti |
| R.       | Nome               | da        | Modalità |
| -------- | ------------------ | --------- | -------- |
| C        | Marijo Harmat      | Sebenico  |          |
| C        | Frank Scharpenberg | Gütersloh |          |

| Cessioni | Cessioni         | Cessioni        | Cessioni |
| R.       | Nome             | a               | Modalità |
| -------- | ---------------- | --------------- | -------- |
| P        | Christoph Müller | Rot-Weiss Essen |          |
| C        | Rezo Arveladze   | Dinamo Tbilisi  |          |

## Risultati

### 2. Bundesliga

#### Girone di andata
| Arbitro: | Berg |

|              |           |  |
| Springer 71’ | Marcatori |  |

| Arbitro: | Frank |

|  |           |                                                 |
|  | Marcatori | 44’ Schröder 48’ Latoundji 89’ Labak 90’ Helbig |

| Arbitro: | Milic |

|                                  |           |                                           |
| Vier 3’, 14’ Lipinski 28’ (rig.) | Marcatori | 45’ Türr 56’, 70’ Lamptey 75’ Meichelbeck |

| Arbitro: | Hilmes |

|                            |           |                     |
| Sailer 67’ Carl 72’ (rig.) | Marcatori | 16’ Vier 24’ Toborg |

| Arbitro: | Perl |

|                                          |           |  |
| Lipinski 13’, 64’ (rig.) Vier 89’ (rig.) | Marcatori |  |

| Arbitro: | Schmidt |

|            |           |  |
| Ouakili 2’ | Marcatori |  |

| Arbitro: | Scheppe |

|            |           |              |
| Toborg 88’ | Marcatori | 53’ van Lent |

| Arbitro: | Gettke |

|                     |           |  |
| Licht 69’ Cissé 87’ | Marcatori |  |

| Arbitro: | Blumenstein |

|          |           |  |
| Judt 57’ | Marcatori |  |

| Colonia; 31 ottobre 1999, ore 15:00 CEST 10ª giornata | Fortuna Colonia | 0 – 0 referto | RW Oberhausen | Südstadion (2 000 spett.)\| Arbitro: \| Meyer \| |
| Arbitro:                                              | Meyer           |               |               |                                                  |

| Oberhausen 7 novembre 1999, ore 15:00 CET 11ª giornata | RW Oberhausen | 0 – 0 referto | Magonza | Niederrheinstadion (2 929 spett.)\| Arbitro: \| Kinhöfer \| |
| Arbitro:                                               | Kinhöfer      |               |         |                                                             |

| Arbitro: | Kammerer |

|                          |           |             |
| Hobsch 44’ Krzynówek 54’ | Marcatori | 90’ Komitov |

| Arbitro: | Weber |

|             |           |  |
| Luginger 3’ | Marcatori |  |

| Arbitro: | Anklam |

|           |           |                     |
| Kreuz 18’ | Marcatori | 57’ (rig.) Lipinski |

| Aquisgrana 15 dicembre 1999, ore 19:00 CET 16ª giornata | Alemannia Aquisgrana | 0 – 0 referto | RW Oberhausen | Stadio Tivoli (13 800 spett.)\| Arbitro: \| Lange \| |
| Arbitro:                                                | Lange                |               |               |                                                      |

| Arbitro: | Weiner |

|                    |           |               |
| Vier 72’ Beyel 74’ | Marcatori | 7’, 48’ Marin |

| Oberhausen 9 febbraio 2000, ore 19:00 CET 15ª giornata | RW Oberhausen | 0 – 0 referto | Karlsruhe | Niederrheinstadion (2 800 spett.)\| Arbitro: \| Aust \| |
| Arbitro:                                               | Aust          |               |           |                                                         |

#### Girone di ritorno
| Arbitro: | Anklam |

|          |           |  |
| Vier 53’ | Marcatori |  |

| Arbitro: | Schütz |

|  |           |              |
|  | Marcatori | 30’ Backhaus |

| Arbitro: | Kircher |

|  |           |          |
|  | Marcatori | 35’ Obad |

| Arbitro: | Werthmann |

|                       |           |                         |
| Obad 65’ Luginger 82’ | Marcatori | 72’ Pfuderer 88’ Kevric |

| Arbitro: | Schößling |

|           |           |  |
| Weber 85’ | Marcatori |  |

| Arbitro: | Perl |

|                                           |           |  |
| Vier 55’ Luginger 76’ Lipinski 90’ (rig.) | Marcatori |  |

| Arbitro: | Sippel |

|                                                 |           |                    |
| van Lent 2’, 37’ Chiquinho 64’ Ciucă 71’ (aut.) | Marcatori | 36’ Hayer 56’ Obad |

| Arbitro: | Hufgard |

|          |           |            |
| Obad 90’ | Marcatori | 28’ Klausz |

| Arbitro: | Kammerer |

|                                  |           |                  |
| Backhaus 20’ (aut.) Kolinger 39’ | Marcatori | 29’ Scharpenberg |

| Arbitro: | Hilmes |

|                                |           |  |
| Vier 3’, 52’, 72’ Backhaus 22’ | Marcatori |  |

| Arbitro: | Frank |

|            |           |          |
| Demandt 1’ | Marcatori | 73’ Obad |

| Arbitro: | Gettke |

|          |           |  |
| Vier 58’ | Marcatori |  |

| Arbitro: | Weiner |

|           |           |          |
| Skela 60’ | Marcatori | 66’ Obad |

| Arbitro: | Kircher |

|                     |           |           |
| Vier 70’ Madžar 87’ | Marcatori | 76’ Blank |

| Arbitro: | Haupt |

|  |           |                         |
|  | Marcatori | 31’, 60’ Obad 90’ Hayer |

| Arbitro: | Wezel |

|                            |           |  |
| Ciucă 7’ Obad 51’ Vier 77’ | Marcatori |  |

| Arbitro: | Wagner |

|           |           |           |
| Marin 90’ | Marcatori | 23’ Ciucă |

### Coppa di Germania
| Arbitro: | Haupt |

|                                        |           |                          |
| Rus 57’ (aut.) Brugger 62’ Stephan 68’ | Marcatori | 33’ Pröpper 67’ Lipinski |

## Statistiche

### Statistiche di squadra
| Competizione      | Punti | In casa | In casa | In casa | In casa | In casa | In casa | In trasferta | In trasferta | In trasferta | In trasferta | In trasferta | In trasferta | Totale | Totale | Totale | Totale | Totale | Totale | DR |
| Competizione      | Punti | G       | V       | N       | P       | Gf      | Gs      | G            | V            | N            | P            | Gf           | Gs           | G      | V      | N      | P      | Gf     | Gs     | DR |
| ----------------- | ----- | ------- | ------- | ------- | ------- | ------- | ------- | ------------ | ------------ | ------------ | ------------ | ------------ | ------------ | ------ | ------ | ------ | ------ | ------ | ------ | -- |
| 2. Bundesliga     | 49    | 17      | 9       | 6       | 2       | 28      | 15      | 17           | 3            | 7            | 7            | 15           | 19           | 34     | 12     | 13     | 9      | 43     | 34     | +9 |
| Coppa di Germania | -     | 0       | 0       | 0       | 0       | 0       | 0       | 1            | 0            | 0            | 1            | 2            | 3            | 1      | 0      | 0      | 1      | 2      | 3      | -1 |
| Totale            | 49    | 17      | 9       | 6       | 2       | 28      | 15      | 18           | 3            | 7            | 8            | 17           | 22           | 35     | 12     | 13     | 10     | 45     | 37     | +8 |

### Andamento in campionato
| Giornata  | 1  | 2  | 3  | 4  | 5  | 6  | 7  | 8  | 9  | 10 | 11 | 12 | 13 | 14 | 15 | 16 | 17 | 18 | 19 | 20 | 21 | 22 | 23 | 24 | 25 | 26 | 27 | 28 | 29 | 30 | 31 | 32 | 33 | 34 |
| --------- | -- | -- | -- | -- | -- | -- | -- | -- | -- | -- | -- | -- | -- | -- | -- | -- | -- | -- | -- | -- | -- | -- | -- | -- | -- | -- | -- | -- | -- | -- | -- | -- | -- | -- |
| Luogo     | T  | C  | C  | T  | C  | T  | C  | T  | C  | T  | C  | T  | C  | T  | T  | C  | C  | C  | T  | T  | C  | T  | C  | T  | C  | T  | C  | T  | C  | T  | C  | T  | C  | T  |
| Risultato | P  | P  | P  | N  | V  | P  | N  | P  | V  | N  | N  | P  | V  | N  | N  | N  | N  | V  | V  | V  | N  | P  | V  | P  | N  | P  | V  | N  | V  | N  | V  | V  | V  | N  |
| Posizione | 13 | 18 | 17 | 16 | 14 | 17 | 16 | 17 | 16 | 16 | 16 | 17 | 14 | 15 | 15 | 15 | 15 | 14 | 13 | 10 | 11 | 12 | 10 | 10 | 11 | 12 | 11 | 10 | 10 | 10 | 8  | 6  | 6  | 6  |

Legenda:

Luogo: C = Casa; T = Trasferta. Risultato: V = Vittoria; N = Pareggio; P = Sconfitta.

### Statistiche dei giocatori
| Giocatore       | 2. Bundesliga | 2. Bundesliga | 2. Bundesliga | 2. Bundesliga | Coppa di Germania | Coppa di Germania | Coppa di Germania | Coppa di Germania | Totale   | Totale | Totale      | Totale     |
| Giocatore       | Presenze      | Reti          | Ammonizioni   | Espulsioni    | Presenze          | Reti              | Ammonizioni       | Espulsioni        | Presenze | Reti   | Ammonizioni | Espulsioni |
| --------------- | ------------- | ------------- | ------------- | ------------- | ----------------- | ----------------- | ----------------- | ----------------- | -------- | ------ | ----------- | ---------- |
| O. Adler        | 34            | 0             | 4             | 0             | 1                 | 0                 | 0                 | 0                 | 35       | 0      | 4           | 0          |
| B. Arens        | 5             | 0             | 0             | 1             | 0                 | 0                 | 0                 | 0                 | 5        | 0      | 0           | 1          |
| R. Arveladze    | 2             | 0             | 0             | 0             | 0                 | 0                 | 0                 | 0                 | 2        | 0      | 0           | 0          |
| S. Backhaus     | 26            | 2             | 6             | 0             | 1                 | 0                 | 0                 | 0                 | 27       | 2      | 6           | 0          |
| Z. Bašić        | 16            | 0             | 3             | 0             | 0                 | 0                 | 0                 | 0                 | 16       | 0      | 3           | 0          |
| M. Bendig       | 1             | 0             | 0             | 0             | 0                 | 0                 | 0                 | 0                 | 1        | 0      | 0           | 0          |
| J. Beyel        | 5             | 1             | 0             | 0             | 1                 | 0                 | 0                 | 0                 | 6        | 1      | 0           | 0          |
| S. Bieber       | 4             | 0             | 0             | 0             | 0                 | 0                 | 0                 | 0                 | 4        | 0      | 0           | 0          |
| D. Ciucă        | 22            | 2             | 8             | 1             | 0                 | 0                 | 0                 | 0                 | 22       | 2      | 8           | 1          |
| D. Dražić       | 5             | 0             | 1             | 0             | 1                 | 0                 | 0                 | 0                 | 6        | 0      | 1           | 0          |
| M. Harmat       | 1             | 0             | 0             | 0             | 0                 | 0                 | 0                 | 0                 | 1        | 0      | 0           | 0          |
| F. Hayer        | 19            | 2             | 4             | 0             | 0                 | 0                 | 0                 | 0                 | 19       | 2      | 4           | 0          |
| J. Hopp         | 4             | 0             | 2             | 0             | 0                 | 0                 | 0                 | 0                 | 4        | 0      | 2           | 0          |
| T. Judt         | 32            | 1             | 6             | 0             | 1                 | 0                 | 0                 | 1                 | 33       | 1      | 6           | 1          |
| R. Komitov      | 13            | 1             | 1             | 0             | 1                 | 0                 | 0                 | 0                 | 14       | 1      | 1           | 0          |
| S. Lenhart      | 2             | 0             | 0             | 0             | 0                 | 0                 | 0                 | 0                 | 2        | 0      | 0           | 0          |
| J. Lipinski     | 31            | 5             | 7             | 0             | 1                 | 1                 | 0                 | 0                 | 32       | 6      | 7           | 0          |
| J. Luginger     | 33            | 3             | 8             | 0             | 1                 | 0                 | 0                 | 0                 | 34       | 3      | 8           | 0          |
| V. Madžar       | 10            | 1             | 0             | 0             | 0                 | 0                 | 0                 | 0                 | 10       | 1      | 0           | 0          |
| A. Obad         | 24            | 9             | 4             | 0             | 0                 | 0                 | 0                 | 0                 | 24       | 9      | 4           | 0          |
| M. Onisemiuc    | 1             | 0             | 0             | 0             | 0                 | 0                 | 0                 | 0                 | 1        | 0      | 0           | 0          |
| C. Pröpper      | 15            | 0             | 2             | 0             | 1                 | 1                 | 0                 | 0                 | 16       | 1      | 2           | 0          |
| P. Quallo       | 23            | 0             | 2             | 0             | 1                 | 0                 | 0                 | 0                 | 24       | 0      | 2           | 0          |
| T. Rus          | 19            | 0             | 0             | 0             | 1                 | 0                 | 0                 | 0                 | 20       | 0      | 0           | 0          |
| F. Scharpenberg | 14            | 1             | 2             | 0             | 0                 | 0                 | 0                 | 0                 | 14       | 1      | 2           | 0          |
| D. Scheinhardt  | 23            | 0             | 8             | 0             | 1                 | 0                 | 0                 | 0                 | 24       | 0      | 8           | 0          |
| Z. Tchipev      | 31            | 0             | 5             | 0             | 1                 | 0                 | 0                 | 0                 | 32       | 0      | 5           | 0          |
| L. Toborg       | 28            | 2             | 1             | 1             | 1                 | 0                 | 0                 | 0                 | 29       | 2      | 1           | 1          |
| B. Urošević     | 0             | 0             | 0             | 0             | 0                 | 0                 | 0                 | 0                 | 0        | 0      | 0           | 0          |
| A. Vier         | 32            | 13            | 4             | 0             | 0                 | 0                 | 0                 | 0                 | 32       | 13     | 4           | 0          |